# De verraderlijke Vinson
De verraderlijke Vinson is het tweehonderdvijfendertigste stripverhaal uit de reeks van Suske en Wiske. Het is gemaakt door Paul Geerts.
Het is gepubliceerd in De Standaard en Het Nieuwsblad van 14 mei 1996 tot en met 5 september 1996. De eerste albumuitgave in de Vierkleurenreeks was in februari 1997, met nummer 251.

## Locaties
- België, Antarctica, Mount Vinson, kamp Patriot Hills, kamp 3, basis in berg

## Personages
- Suske, Wiske met Schanulleke, tante Sidonia, Lambik, Jerom, Sue, mensen op Patriot Hills, adeliepinguïns, zeeluipaard, bultrug, walvis, sledehonden, R. Udy, H. Erman, mutanten, Tobias en klonen, Savantas, lystrosaurussen

## Het verhaal
De vrienden horen op televisie dat Jerom, H. Erman en R. Udy de top van de Mount Vinson hebben bereikt. De volgende dag spreekt de krant echter over een drama, het contact met de klimmers is in kamp 3 verloren gegaan. Er wordt geen zoekactie gestart door het slechte weer en de vrienden besluiten zelf naar Antarctica af te reizen, Tobias klimt stiekem in een koffer. De vrienden gaan met een lijnvlucht naar Santiago de Chili en vliegen dan verder naar Ponta Areas op Vuurland. Met een Hercules C130 van A.N.I. vliegen de vrienden naar een ijsvlakte wen worden dan met een Twin Otter naar het basiskamp gebracht. Ze krijgen twee hondensleeën en gaan verder, ze ontdekken dan Tobias en slaan een kamp op. Tobias is in paniek en de honden janken erg, er steekt een storm op en de vrienden moeten uren binnen blijven. Als ze de tent openen blijken de honen te zijn verscheurt en Lambik valt in een karkas. Hij heeft geen andere kleding en draagt daarom een pinguïnpak en wordt meteen door Adéliepinguïns omsingeld. Ze verjagen de pinguïns en gaan met kleine sleetjes uit het kamp verder en vinden klimspullen. Ze slaan een kamp op en Tobias gaat ’s nachts op onderzoek, Wiske volgt hem en ze zien later hoe Suske en Lambik worden meegevoerd door monsterachtige wezens op oerbeesten. Wiske en Tobias komen in problemen door de sneeuwstorm, maar ze worden door de pinguïns gered. Wiske tekent de wezens op een rots en de pinguïns roepen een bultrug die Wiske en Tobias naar een hoge berg brengt. Wiske vindt een kloof en wordt dan door de monsterachtige wezens door een deur geleid, Tobias volgt snel door de deur.
Wiske komt bij Suske en Lambik en al snel is er contact met H. Erman en R. Udy, ze horen dat Jerom een slaapmiddel heeft gekregen. De vrienden worden naar Savantas gebracht en horen dat hij de wereldheerschappij wil bemachtigen met zijn mutanten. Hij kijkt erg neer op professor Barabas die met zijn uitvindingen alleen de wereld beter wil maken, en er zelf niks mee op schiet. Door genetische manipulatie zijn de mondloze volgelingen ontstaan en hij heeft met een broedmachine een ei van een lystrosaurus uitgebroed. De wezens werden gekloond in de dupliceermachine en Savantas heeft bloed van sterke mannen nodig om nog meer te maken, hiervoor wil hij de klimmers gebruiken. Lambik slaat Savantas neer en de vrienden worden weer opgesloten. Tobias loopt per ongeluk in de dupliceermachine en doet dit daarna nog een paar maal, de Tobiassen splitsen zich op en gaan op zoek naar de sleutel. Ze vallen Savantas aan en kunnen de vrienden bevrijden. Jerom ontwaakt en kan de draken verslaan, maar Savantas schakelt dan het zelfvernietigingsmechanisme in en straalt zichzelf weg. De vrienden kunnen uit de basis ontsnappen voordat deze ontploft en de mutanten en Tobiassen verdwijnen in het niets. De twee klimmers hebben zichzelf in veiligheid gebracht en worden met Jerom in Patriot Hills voor het bereiken van de top van de Mount Vinson gehuldigd. Dit wordt op tv gevolgd in het Koninklijk Paleis.